# Fort York

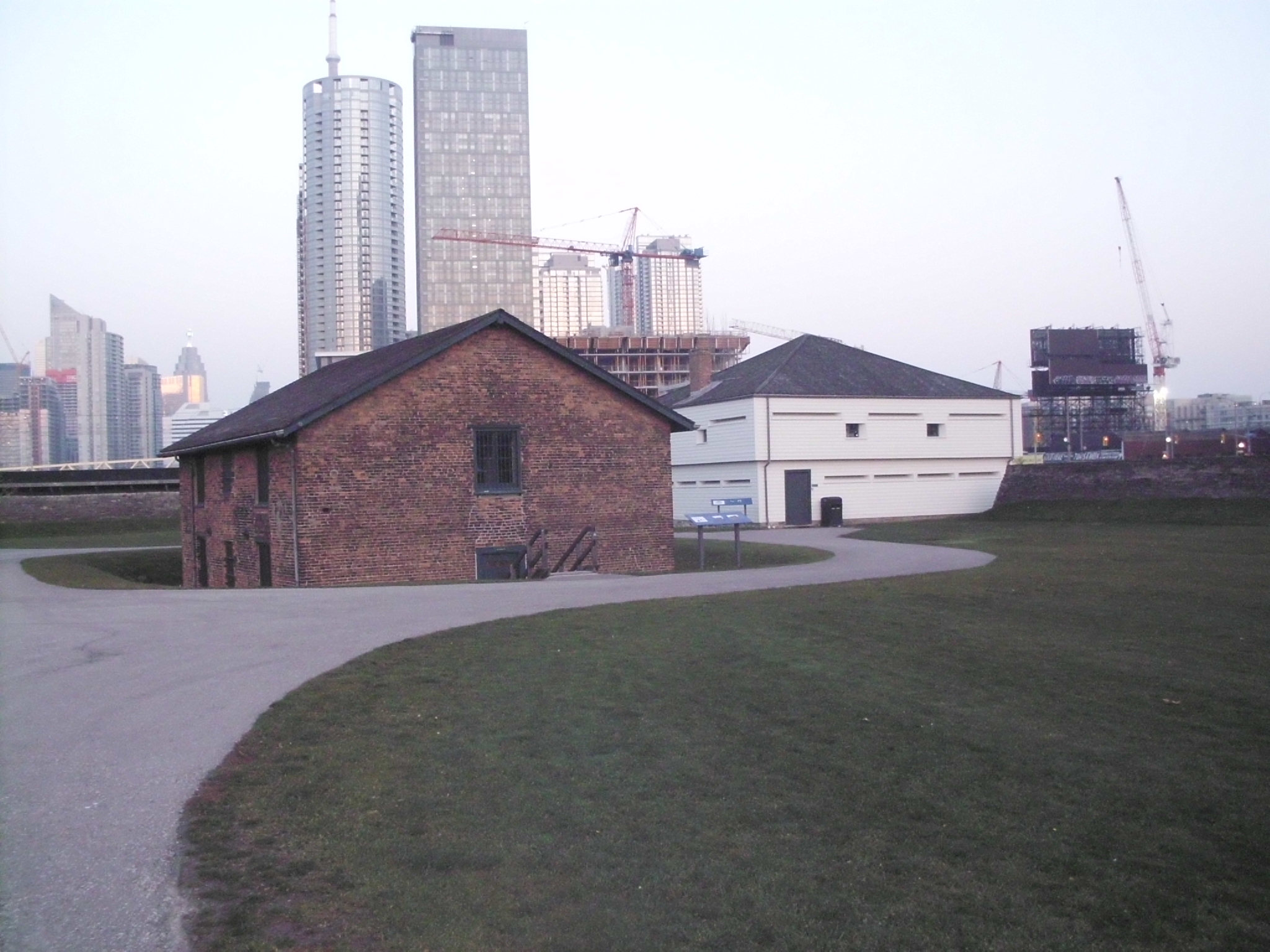
Fort York.

Fort York é um forte militar histórico localizado em Toronto, Ontario, Canadá. 
Foi construído pelo governo do Reino Unido em 1793 e foi elevado à categoria de sítio histórico em 1923.